# Karl Moritz von Beurmann

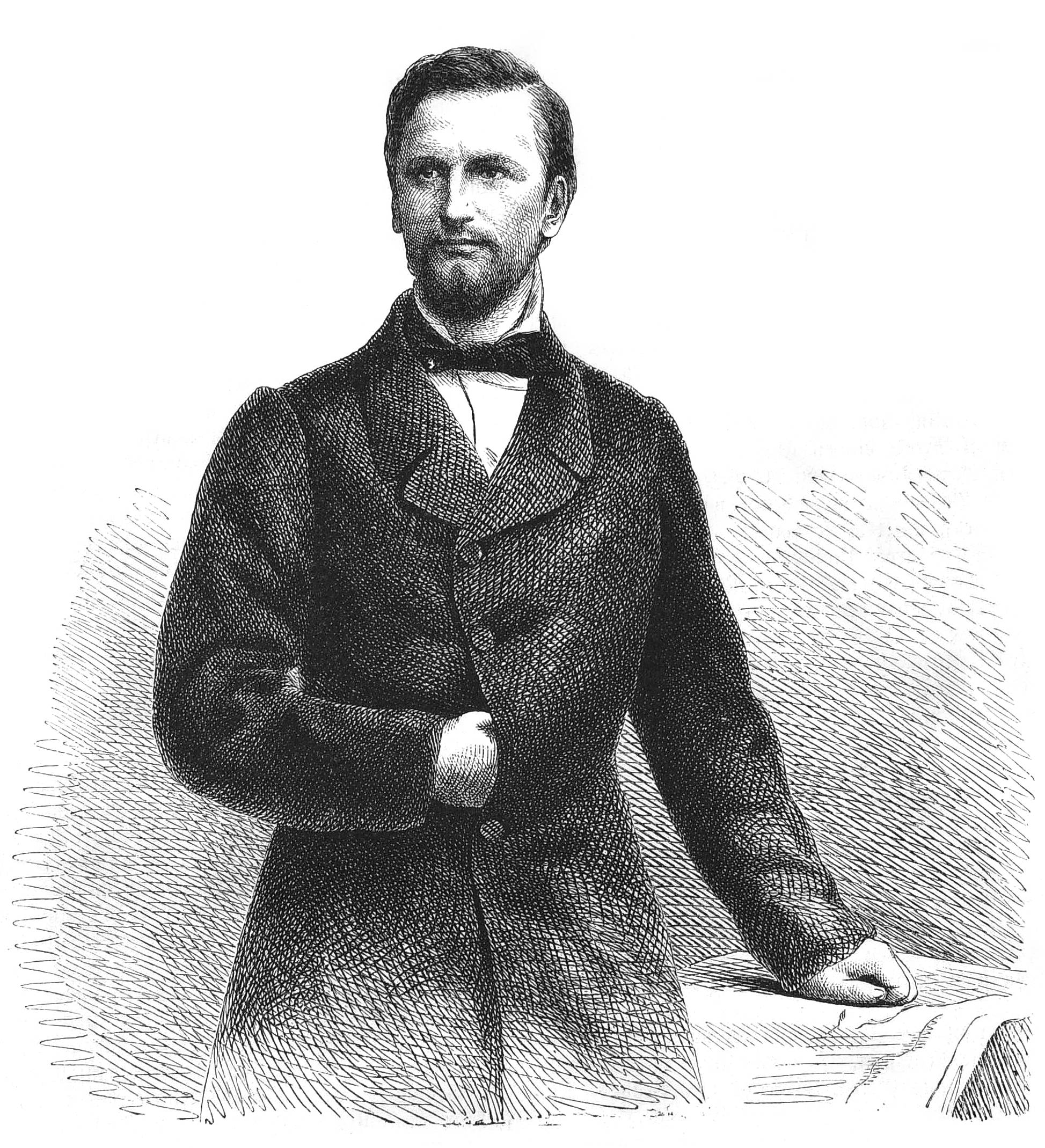
Moritz von Beurmann, in Die Gartenlaube 1862

Karl Moritz von Beurmann (* 28. Juli 1835 in Potsdam; † Februar 1863 in Mao im heutigen Tschad) war ein deutscher Afrikaforscher.

## Leben
Sein Vater war der gleichnamige spätere Oberpräsident der Provinz Posen Carl Moritz von Beurmann. Beurmann trat 1853 die militärische Laufbahn an und brachte es bis zum Pionieroffizier; doch fand er in dieser Laufbahn keine Befriedigung.
Durch die Reisen Heinrich Barths animiert, wurde er für die Afrikaforschung begeistert. Beurmann quittierte 1859 den Dienst und ging im Frühjahr 1860 nach Ägypten, wo er dem Lauf des Nils aufwärts bis Korosko (einem Dorf im unteren Nubien am rechten Nilufer, das als Hauptumladeplatz für alle Schiffsladungen von Unterägypten nach Sudan diente) folgte. Er durchwanderte die nubische Wüste bis nach Berber (auch El Mescheriss, dem damals größten Ort Mittelnubiens), von wo er sich nach Suakin, einer Hafenstadt am Roten Meer wandte.
Anschließend besuchte Beurmann Kassala, Khartum, die Bogosländer und legte seine Reiseberichte in Petermanns Geographische Mitteilungen (1862) nieder.
Zurückgekehrt, fasste er den Entschluss, das Schicksal des in Wadai verschollenen Reisenden Eduard Vogel aufzuklären. Am 10. Februar 1862 brach er von Tripolis durch die Wüste nach Süden auf und gelangte über Djalo und Murzuk Ende August nach Kuka, der Hauptstadt des Bornu-Reiches, von wo aus er zunächst Jakoba besuchte, da die politischen Verhältnisse ein Vordringen nach Wadai noch nicht gestatteten. Trotz Geldnot und Fieberanfällen behielt er die gestellte Aufgabe beharrlich im Auge und versuchte Ende 1862, um das Nordende des Tschadsees herum sein Ziel zu erreichen. Er gelangte bis Mao in Kanem an der Grenze Wadais, wo er im Februar 1863, wahrscheinlich auf Befehl des Sultans von Wadai, ermordet wurde. Sein Schicksal wurde erst zehn Jahre später von Gustav Nachtigal aufgeklärt. Das von Beurmann verfasste Glossar der Tigrésprache wurde 1868 postum herausgegeben.